# Крячок індійський
Крячок індійський (Sterna aurantia) — вид сивкоподібних птахів підродини крячкових (Sterninae) родини мартинових (Laridae). Поширений в Південній та Південно-Східній Азії.

## Поширення
Вид поширенний вздовж річкових систем у Пакистані, Індії, Бангладеш, М'янмі, Таїланді, Камбоджі та південному Китаї (Юньнань), а також у позагніздовий сезон у Непалі, Бутані, Лаосі та В'єтнамі. Мешкає на річках і прісноводних озерах, також зрідка трапляється в лиманах, і гніздиться на піщаних і скелястих островах, особливо вздовж берегів річок.

## Опис
Птах завдовжки 38-43 см. Має темно-сіре оперення на крилах і спині; на голові має пляму з чорного пір'я, що доходить до потилиці; крім того, крила мають білу кінцеву частину з чорною плямою на кінчику. Шия і живіт білі; білий хвіст із сірою основою. Дзьоб яскраво-жовтий, а перетинки на лапах червоні.